# Brian Tochi

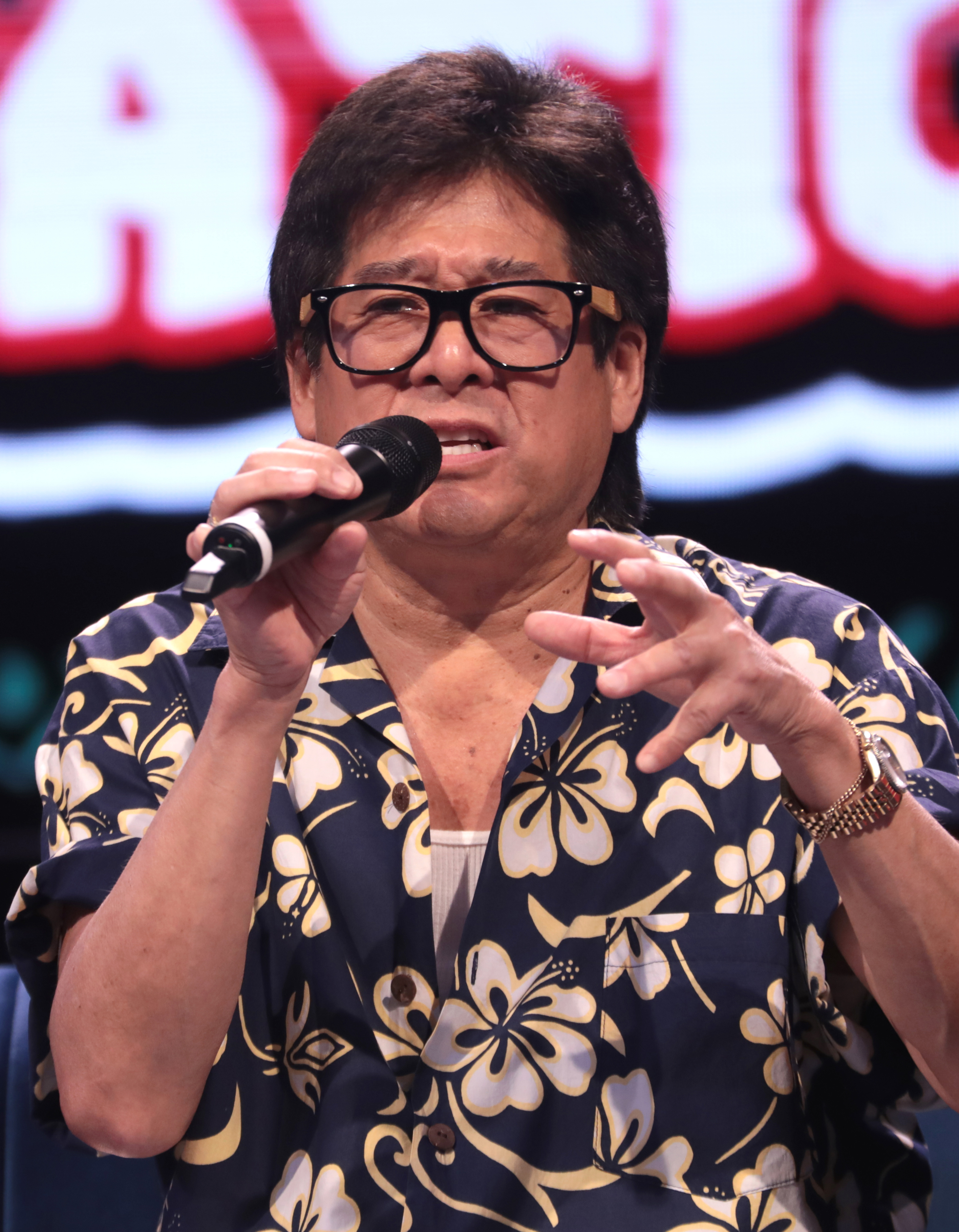
Brian Tochi (2023)

Brian Tochihara (* 2. Mai 1959 in Los Angeles, Kalifornien) ist ein US-amerikanischer Schauspieler, Produzent und Regisseur. Bekannt ist er für seine Rolle in Police Academy 3 (1986) und Police Academy  4 (1987).
Seinen Schulabschluss machte er 1977 an der Cypress High School. Da er asiatische Vorfahren hat, spielte er häufig asiatisch aussehende Charaktere, so auch in einigen Star-Trek-Episoden, etwa 1991 in Star Trek: The Next Generation als Ensign Kenny Lin, oder als Prinz Chulalongkorn in der Fernsehserie Anna und der König von Siam (1972). Als Synchronsprecher war er hauptsächlich für Zeichentrickfilme und -serien aktiv.

## Filmografie (Auswahl)
- 1968: Raumschiff Enterprise (Star Trek) (TV-Serie, eine Folge)
- 1970: Drei Mädchen und drei Jungen (The Brady Bunch) (TV-Serie, eine Folge)
- 1971: Der Omega-Mann (The Omega Man)
- 1971: Die Partridge Familie (The Partridge Family) (TV-Serie, eine Folge)
- 1971/1976: Dr. med. Marcus Welby (Marcus Welby, M. D.) (TV-Serie, zwei Folgen)
- 1972: Anna und der König von Siam (Anna and the King) (TV-Serie, 13 Folgen)
- 1973: Die Straßen von San Francisco (The Streets of San Francisco) (TV-Serie, eine Folge)
- 1973–1974: Kung Fu (TV-Serie, drei Folgen)
- 1977: Die Weltraum-Akademie (Space Academy) (TV-Serie, 15 Folgen)
- 1978: Wonder Woman (TV-Serie, eine Folge)
- 1978–1979: Hawaii Fünf-Null (Hawaii Five-O) (TV-Serie, drei Folgen)
- 1980: Octagon (The Octagon)
- 1983: Fäuste, Gangs und heiße Öfen (The Renegades) (TV-Serie, sechs Folgen)
- 1984: Der Ninja-Meister (The Master) (TV-Serie, eine Folge)
- 1984: Die Rache der Eierköpfe (Revenge of the Nerds)
- 1984: Chefarzt Dr. Westphall (St. Elsewhere) (TV-Serie, eine Folge)
- 1986: Police Academy 3 – … und keiner kann sie bremsen (Police Academy 3: Back in Training)
- 1987: Police Academy 4 – Und jetzt geht’s rund (Police Academy 4: Citizens on Patrol)
- 1987: Die Sechs-Millionen-Dollar-Familie (Bionic Six) (TV-Serie, 65 Folgen)
- 1988: California Clan (Santa Barbara) (TV-Serie, 26 Folgen)
- 1992: The Player
- 1994: Chaos Kings (Revenge of the Nerds IV: Nerds in Love) (TV-Film)
- 1995: Diagnose: Mord (Diagnosis Murder) (TV-Serie, eine Folge)
- 1999: Der König und ich (The King and I) (Stimme)
- 1999: Der Gigant aus dem All (The Iron Giant) (Stimme)
- 2000–2001: Johnny Bravo (TV-Serie, vier Folgen, Stimme)
- 2001: The Boys of Sunset Ridge
- 2001: The Silent Force
- 2001: Shaolin Kickers (少林足球)
- 2003: Kim Possible (TV-Serie, eine Folge, Stimme)
- 2004: Mulan 2 (Mulan II) (Stimme)
- 2005: Family Guy (TV-Serie, eine Folge, Stimme)
- 2006–2008: Avatar – Der Herr der Elemente (Avatar: The Last Airbender) (TV-Serie, drei Folgen, Stimme)
- 2014: The Bay (TV-Serie, eine Folge)